# Topper (équipementier)

Logo Topper

Topper est un équipementier sportif brésilien, d'origine argentine, lancé en 1975, par l'entreprise Alpargatas.
L'entreprise équipe notamment les clubs brésiliens d'Atlético Mineiro, de Botafogo et de Paraná.